# サリネラ
サリネラ Salinellaは海産の無脊椎後生動物である。
一胚葉動物門 Monoblastozoaの唯一の属であり、Salinella salve 1種のみが属する。つまり、一胚葉動物門にはサリネラの1種のみが属する。
サリネラは1892年、アルゼンチンのコルドバで塩田の堆積物中から発見された。この原記載以外に発見された記録はまったくなく、その存在が疑問視されている。

## 特徴
サリネラは体長 1mm ほどの微小な動物である。全身が繊毛で覆われ、繊毛虫などのようにはい回る。全体はやや偏平な楕円形で、頭部などの区別はない。前端がややとがり、腹面が多少偏平になっている。前端やや下面に口、後端に肛門がある。全身に繊毛があり、口の回りと肛門の回りには特に長い剛毛が並んでいる。
体は全部で100ほどの細胞からなる。それらは体表に一層の細胞層となって配置する。その表側は体表面を構成し、内側は大きな空洞の消化腔となっており、この面にも繊毛が並ぶ。それ以外に分化した組織や器官は見いだせない。

## 生態
繊毛を用いて水中の基物表面を滑るように移動する。同時にデトリタスなど有機物粒子を口から取り込み、消化吸収し、残りを肛門から排出するとされている。

## 生殖
無性生殖は縦分裂が行われる。有性生殖は不明だが、2個体がシスト化することがあり、これが接合にあたる振る舞いをするという。

## 類縁関係
少数の細胞からなり、内臓器官を持たないことから、発見当初は中生動物に所属させた。しかし現在ではこの群には寄生性のものしか認めず、またそれも解体される傾向にある。同様に中生動物に所属していた動物で自由生活のものに板型動物門のセンモウヒラムシがあるが、こちらは外側の細胞層の内側が空洞でなく、若干ではあるが間充組織に相当する細胞群がある。また、口、消化管、肛門がなくて消化は腹面の表皮細胞がこれに当たる。したがってサリネラとは構造が全く異なり、本群は別の動物門とせざるを得ない。サリネラが所属する動物門としては、久保田が提唱した胞胚様動物門がある。他方、片倉・馬渡はこの門に対して一胚葉動物門の名を提唱している。
形態的には、外側に一層の細胞層が並ぶ構造は発生における胞胚に当たると見ることができ、胞胚様動物もこれによっている。しかし、普通の動物の場合、ここから植物極側の細胞層が陥入して原腸を形成し、これが消化器官になる。つまり消化管の内壁は体表に由来し、この点では平板動物の消化はそれに沿ったものである。これに対してサリネラでは胞胚に近い状態から内部への出入り口が形成されている。従って胚葉のトポロジーとしてはサリネラの消化腔は卵割腔と相同となるが、そのような例は他の動物群には見当たらない。
いずれにせよ、この動物の再発見がない限り、存在自体が疑問視されることはやむを得ない。しかしながら、分類学的な位置付けが検討され独立の動物門が作られるなど、実在を期待する研究者もいる。